# Marcel-Pierre Cléach
Pour les articles homonymes, voir Cléach.
Pour l’article ayant un titre homophone, voir Le Cléac'h.
 (mars 2019).
Marcel-Pierre Cléach est un homme politique français, membre du groupe UMP, né le 16 janvier 1934 à Saint-Renan (Finistère) et mort le 18 mars 2019 à Paris.
Administrateur de sociétés de profession, il est élu sénateur de la Sarthe le 24 septembre 1995 et réélu le 26 septembre 2004.

## Parcours
Marcel-Pierre Cléach fait des études de droit et obtenu sa licence en 1954 à Paris. Il suit des stages de notariat de 1954 à 1959 et de 1961 à 1963 à Paris.
Il effectue son service militaire de mars 1959 à juin 1961, est nommé sous-lieutenant GT 512 Constantinois et capitaine de réserve le 1er octobre 1967.
Il est conseiller juridique à Paris de 1963 à 1993 et fondateur/président des sociétés COGESIM et CAMPOTEL SA.

## Anciens mandats
- Sénateur de la Sarthe (mandats : 1995, 2004)
- Premier vice-président du conseil général de la Sarthe (mandat : 1998 - 2011)
- Conseiller général du canton de Montfort-le-Gesnois (mandats : 1985 - 2011)
- Maire de Lombron (mandats : 1971, 1977, 1983, 1989, 1995)

## Décorations
- Commandeur de l'ordre national du Mérite (présidence de la République) par décret du 20 novembre 2015
  -  Officier de l'ordre national du Mérite (présidence de la République) du 3 avril 1987
  -  Chevalier de l'ordre national du Mérite en 1977

- Chevalier de l'ordre des Palmes académiques
- Chevalier de l'ordre du Mérite agricole
- Croix du combattant